# Torneo del Inca
El Torneo del Inca, anteriormente  llamado Copa del Inca o Copa Inca, fue un torneo oficial de fútbol que se disputó entre clubes peruanos.  Fue creado en el año 2011 con el nombre de Torneo Intermedio.
Fue organizado por la Asociación Deportiva de Fútbol Profesional, bajo la aprobación de la Federación Peruana de Fútbol.
Solo se llegó a disputar 3 ediciones, en los años 2011, 2014 y 2015, pues para la temporada 2016 la ADFP decidió descontinuarlo. En el torneo participaban todos los clubes de la Primera División del Perú, con excepción de la primera edición donde fueron invitados equipos de la Segunda División y de la Copa Perú.

## Historia
La primera edición del Torneo del Inca se disputó mediante la modalidad de eliminación directa y contó con la participación de treinta y dos equipos (dieciséis de la Primera División, cinco de la Segunda División y once de la Copa Perú). El ganador del torneo disputó la Copa Federación ante el campeón de la primera división.
Inicialmente la idea de la Asociación Deportiva de Fútbol Profesional era que el torneo se llevara a cabo cuatrienalmente -en los años en los cuales se disputará la Copa América-, sin embargo en el año 2012 se intentó disputar nuevamente el torneo, pero tuvo que ser cancelado debido a diversos problemas con los derechos de televisación. En el año 2014, se decidió que el Torneo del Inca sea disputada anualmente y solo por los clubes que participaran en el Campeonato Descentralizado, sin embargo en 2016 la ADFP decidió descontinuarlo.

## Ediciones
| Año  | Campeón          | Resultado    | Subcampeón    |
| ---- | ---------------- | ------------ | ------------- |
| 2011 | José Gálvez      | 7:3          | Sport Áncash  |
| 2014 | Alianza Lima     | 3:3 (5:3 p.) | U. San Martín |
| 2015 | U. César Vallejo | 3:1          | Alianza Lima  |

## Palmarés

### Títulos por equipo
| Club             | Campeón  | Subcampeón |
| ---------------- | -------- | ---------- |
| José Gálvez      | 1 (2011) |            |
| Alianza Lima     | 1 (2014) | 1 (2015)   |
| U. César Vallejo | 1 (2015) |            |
| Sport Áncash     |          | 1 (2011)   |
| U. San Martín    |          | 1 (2014)   |

### Títulos por departamento
| Departamento | Títulos  | Subcampeonatos |
| ------------ | -------- | -------------- |
| Áncash       | 1 (2011) | 1 (2011)       |
| Lima         | 1 (2014) | 2 (2014, 2015) |
| La Libertad  | 1 (2015) |                |

## Goleadores
| Año  | Futbolista                       | Equipo                         | Goles |
| ---- | -------------------------------- | ------------------------------ | ----- |
| 2011 | Fabricio Lenci                   | Sport Áncash                   | 6     |
| 2014 | Luis Alberto Perea               | U. San Martín                  | 12    |
| 2015 | Lionard Pajoy Maximiliano Giusti | Unión Comercio León de Huánuco | 7     |